# 莫拉莱斯德尔维诺
莫拉莱斯德尔维诺，是西班牙卡斯蒂利亚-莱昂萨莫拉省的一个市镇。 总面积24平方公里，总人口1807人（2001年），人口密度75人/平方公里。